# Chrysanthellum americanum
Chrysanthellum americanum là một loài thực vật có hoa trong họ Cúc. Loài này được (L.) Vatke mô tả khoa học đầu tiên năm 1885.